# 大分替え玉保険金殺人事件
大分替え玉保険金殺人事件（おおいたかえだまほけんきんさつじんじけん）は、大分県宇佐郡安心院町（現宇佐市）で、2002年（平成14年）1月31日に実行犯の死を詐称して生命保険金を詐取するために身代わりとして男性が殺害された事件と、その後同一人物による犯行であることが発覚した福岡県北九州市八幡東区で同月8日に発生した強盗殺人・放火事件である。

## 概要
O（事件当時27歳）とH（同44歳）は、2000年（平成12年）7月にリフォーム会社の上司・部下の間柄として出会った。Hは翌月には退職することとなったが、Oとの関係は続き、Oは様々な理由をつけてHに金銭を要求した。一方でOもリフォーム会社を退職してスナック経営を始めるが赤字が続き、借金を増やしていた。
Oは、リフォーム会社時代に計440万円を詐取していた女性Bから金銭の返還を求められ、返すあてもないことから、2002年（平成14年）1月8日にBが住む福岡県北九州市八幡東区のBの義兄A方に侵入してBに対する詐欺の証拠となる書類を奪い、男性A（当時73歳）を殺害することをHに命じたが、書類は見つからず、HはAを殺害後、A方を放火した。
さらにOは、Hの死を偽装してHにかけた生命保険金を詐取するためにHの身代わりとなる者を殺害することを計画、同月31日、大分県宇佐郡安心院町（現宇佐市）でホームレスの男性（当時62歳）をHに殺害させた。
2010年11月8日、最高裁判所は両事件で逮捕・起訴されたOとHに対し、一、二審の死刑判決を支持して上告を棄却する判決を言い渡し、両名の死刑が確定した。

## 事件の経過
Oは、1974年（昭和49年）に大分市で生まれたが、翌1975年に両親は離婚し、Oは母親の実家に引き取られて祖母に育てられた。父親は暴力団関係者で、父子の交流はほとんどなかった。高校卒業後、Oは市役所に勤めるが、遊興費や交通事故の示談金のために借入を繰り返し、自己破産の申し立てをし、1999年（平成11年）5月に破産宣告を受けた。これと前後して1999年4月に市役所を退職した。
1999年4月、Oは福岡県北九州市の家屋環境用品の販売・施工を営むリフォーム会社aに入社し、床下工事等の営業に従事することになった。同社では営業成績が給与や昇進と直接連動するシステムが採用されていたため、Oは、高齢者等を狙って不当なセールストークを用いたり、工事代金のローンの一部又は全部を肩代わりすることを約束するなどして、営業成績を上げており、2000年6月から7月にかけては後に殺害するAとの間でも多額の床下工事の施工契約を締結していた。

### Bに対する詐欺事件（起訴案件）
2000年（平成12年）7月中旬ころ、OはAの義妹Bに対し、「Bの名前で床下工事をして工事終了後に不良工事という書類を作って会社に提出すれば工事代金220万円は必ず戻ってくる」などと虚偽を伝えてBに床下工事の施工契約を締結させ、OはBから220万円の交付を受けとった。
8月下旬ころ、OはBに、「もう少し工事額を上乗せしなければ不良工事として会社に書類を出すことはできない」などと再び虚偽を伝え、Bに再び床下工事の施工契約を締結させ、OはBから床下工事代金として220万円を受け取った。OはBから現金を「預かる」に当たって、預かったことを証明する預り証をBに交付した。

### OとHの出会い
Hは、1957年（昭和32年）に福岡県行橋市で生まれ、大学卒業後、書店店員、印刷工、トラックの運転手等、職を転々とした後、北九州市の会社に入社して床下工事等の営業に従事したが、顧客とのトラブルなどから2000年7月に同社を退職した。
2000年7月中旬ごろ、Hはa社に入社し、当時同社の課長であったOと知り合った。Oは、Hが仕事で失敗をすると、怒鳴りつけたり、顔面等を殴りつけたりする一方で、Hに仕事のやり方を丁寧に教えたり、食事をご馳走するなど、何かと面倒を見ていた。同月ごろ、Hが以前勤めていた会社の名前を使って営業をしたことが発覚してトラブルに発展すると、Oは、上司とともにHが以前勤めていた会社に謝罪に赴き、上司にはHが同様のトラブルを起こした際には自分がHの面倒を見ることを約束するなどして、Hが解雇されることを免れさせた。Hは翌8月に顧客とトラブルを起こして結局同社を解雇されたが、Oは自分の営業成績を伸ばすためにHを自分の営業の下請けとして使い、Hが同社の契約を取り付けた場合には売上分に相当する報酬をHに支払った。
だが、Hがa社の名前で床下工事の営業活動をしていることが同社に発覚すると、Hは同社の支店長から呼び出しを受け、顔面等をひどく殴りつけられた上、弁償金等の名目で合計110万円を支払うよう請求された。この金をすぐに用意できなかったHは、Oに250万円の債務を負うことを条件に立て替えてもらい、債務250万円については後に叔父から借り受けてOに支払った。
同じころ、Hは、OからHがa社に勤めていた際に以前勤めていた会社の名前で営業活動をした件でHに対し損害賠償と知り合った身柄引渡しが求められており、Oが間に入って収めるなどと虚偽を伝えられ、Hは消費者金融会社から借りた40万円をOに渡した。
Hはその後、a社の支社長やOに支払った金は本来支払う必要のなかったものと考え、弁護士に相談するなどした。だが、Oに依頼を受けた者らに捕まって暴行を受けた上、「Oの父親は神戸に組を構えるやくざだから逆らわない方がいい」などと言われて脅され、これを信じたHは、Oらから金を取り戻すことを断念した。こうした経緯もあり、Hは、OからHを捜し出すのにやくざを使って400万円ほどの費用がかかったなどと言われたのに対しても、実家の土地建物を担保に消費者金融から450万円を借り入れ、そのうち400万円をOに渡した。

#### Hの窃盗による逮捕・起訴
Hは、a社入社前からの借金に加え、Oに渡す金を捻出するためなどに多額の借入れをしたことから、2001年3月ごろになると、いよいよ借金の返済が困難になり、Oに相談したところ、Oは「窃盗や強盗でもしてまとまった金を持ってくれば、それをやくざに渡して逃がしてやる」と言った。その際Oは、Hが逮捕された場合にOの名前を出したときには、自分の家族や親戚がどのような目に遭わされても文句を言わない旨の某組の若頭宛誓約書を書かせ、それに血判を押させた。
2001年3月28日、Hは当時自分が勤めていた福岡県京都郡の会社事務所内に侵入して金庫を盗んだ。翌29日、Hは盗んだ現金約76万円をOに渡した後、預金通帳等で現金を引き出そうとしたところを逮捕された。逮捕されたHは、Oの名前を一切出さず、福岡地方裁判所で懲役10か月の判決を受けた。だが、控訴審でOが被害全額を弁償するとともに情状証人として出廷してHの雇用を約束するなどHの更生に協力する旨証言したこともあり、控訴審判決では、原判決が破棄されて懲役1年4か月執行猶予4年が下され、同日、Hは釈放された。

### Cに対する詐欺事件（起訴案件）
2000年12月ごろ、Oはa社に同社の金を使い込んだことが発覚したことから、同社を退職し、預貯金のほとんどをつぎ込んでスナック等の経営に乗り出すことにした。だが、Oはa社時代に営業成績を上げるために顧客から肩代わりした工事代金のローンを抱えており、同社を退職して収入がなくなったことでその支払に窮するようになった。
2001年1月ごろから4月にかけて 、Oは、a社時代に多額の床下工事の施工契約を締結させた女性Cに対して、架空の会社の支社長を装って訪問販売による被害回復手続き及び税金対策手続きと称して、毎月数百万円、総額1054万5525円の金をCから受けとった。Oはこれらをローンの支払やスナックの運転資金等のほか、自己の遊興費にも充てた。
2001年2月から同年10月までの間に、Oは、自己の預貯金やCらから騙し取った金をつぎ込んで北九州市内に4件のスナック等を順次開店し、さらに同年10月29日には上記4店舗の運営・管理等のための会社を設立した。だが、上記4店舗の収支はほとんど毎月赤字であった。

### OによるHを利用した金策と保険金詐取計画

#### HとCの養子縁組
11月5日、前記のとおりHは福岡拘置所から釈放された。このころには、Oは、Cらからこれまでのように多額の金を詐取することも困難になっていた。そこでOはHをCと養子縁組させ姓を変更させて消費者金融等から金を借り入れさせようと考え、Hにその旨を持ち掛けたところ、当時金に困っていたHはこれに応じた。
8日、HはCと養子縁組をし、T姓となった。同月12 日から翌月11日ごろまでの間に、消費者金融等から800万円以上を借り入れ、その大半をOに渡し、また、信販会社とローンを組んでOが使用するベンツを購入するなどしたが、同年12月ころになると、Cの姓でも金を借り入れることが困難となっていた。

#### 生命保険金詐取計画
一方で、Oが経営するスナック等の収支は一向に好転せず、Oは、Hを生命保険や自動車保険に加入させ、Hの死亡や自動車事故を偽装して保険金を詐取することを考えるようになった。OがHにこの計画を持ち掛けると、Hもこの計画がうまくいけば多額の保険金を騙し取ることができる上、自分は死亡したことになるから、事実上多額の借金の返済から逃れることもできると考え、Oの計画に乗ることにした。12月7日、Hは、死亡保険金3200万円、保険金の受取人をCとする生命保険、および、搭乗者傷害の場合に1000万円の保険金が下りるなどの内容の自動車の任意保険の各契約の申込みをした。
12月中旬ごろ、医師にHが死亡した旨の死亡診断書を偽造してもらい、生命保険金を詐取することを考えていたOだったが、第三者を実際に殺害した上で、Hが死亡したことにし、それによって生命保険金を詐取する方法も考えるようになった。Oはこのころ、Cに対しても「Hに1億円の生命保険をかける。お母さん、受取人になってくれないか」「Hが死んだように見せかけ、別人を殺す。お母さん、別人の死体を見てもHと言ってくれ」などと言った。
12月18日、OはHに生命保険金を詐取するためにH自身の身代わりを探して殺害するよう指示した。Hは、従前と同様の動機に加えて、Oから逃走資金を得て遠方に逃げて、別人として人生をやり直すこともできると思い、これを了承した。一方でOは、医師に死亡診断書を偽造してもらっての生命保険金の詐取もまだ念頭に置いており、Hに死亡診断書を偽造してくれる医師を探すことも命じた。

### A強盗殺人・放火事件（起訴案件）
12月20日、Oは、Aの妹Bからa社時代にBから騙し取った合計440万円の返還を電話で強く求められ、翌2002年1月上旬までにはこれを返還することを約束した。Oには返済するあても、その気もなかったが、返済しなければBが警察に訴え出るかもしれず、生命保険金等を詐取する計画も破綻すると考えた。そこでOは、詐欺の証拠となる預り証等をA方から奪い取った上で、犯行が発覚するのを防ぐため、AとBを殺害することにした。さらにOは、ついでに同人方から現金を奪うことも考えた。
24日ごろ、OはHに、暴力団の「総裁」から持ち掛けられた話として、「ある人」を殺して書類を奪ってくれば1000万円くらいの報酬が出るからやらないかなどと言って、AとBを殺害する話を持ち掛けたが、この時Hがためらいを見せたため、それ以上詳しい話はしなかった。
2002年1月3日、OはHに再びAとBを殺害する話を持ち掛けたところ、Hはこれを了承した。Hは、生命保険契約の申込みをして以降は、場合によってはOに殺害されるかもしれないと考えるようになり、以前にも増してOに逆らえなくなっていた。一方でHは、Oの計画通りいけば、自分が戸籍上死亡したことになって多額の借金の取り立てから逃れることができる上、別人として人生をやり直すことができるとも考えた。そして、これを実現させるためには、前提としてAらの殺害もうまくやり遂げる必要があり、仮にこれによって捜査機関に疑われるようなことがあっても、自分の「身代わり」を殺害し、自分が戸籍上死亡したことになれば、追及も事実上なくなると考え、Aらの殺害を了承した。
1月4日、OはCと養子縁組をし、C夫妻の養子になり、T姓になった。これによりOとHは戸籍上兄弟となった。
Oは、自分がBを外に連れ出している間に、Aの首を絞めた上、刃物で刺して殺害し、次いで、家に帰って来たBを同様の方法で殺害し、2人の死体を車で運び出してHの実家の床下か山に捨てるようHに指示した。また、犯跡を隠ぺいするために、血痕をきれいに拭き取るか、火を点けてA方ごと証拠となるものを燃やすしかないなどと指示した。
5日、Oは、AとBの殺害を8日に実行することに決め、A方に電話を掛けてBに8日に訪れることを伝えた。翌6日にはHにも8日に決行することを伝えた。     
7日朝、OとHは、犯行計画を確認した上で、 OはA方から現金も奪ってくるようHに指示し、A方には宅配便業者を装って侵入することを決めた。だが、OはBが自分の祖母と年齢が近くその雰囲気もよく似ていたことなどから、Bの殺害に躊躇を感じ、決行当日の翌8日午前零時30分過ぎごろ、OはBの殺害を中止することを伝えた。
8日午前11時ごろ、Hは計画通りOがBをA方から連れ出したのを見届け、Oに事前に指示されていた通りその場で20分間ほど時間を潰してから、A方に向かった。
午前11時20分ころ、Hは、A方に宅配便業者を装って玄関でA(当時73歳)に声をかけ、Aが宅配便の伝票に印鑑を押そうと前屈みになったところを突然Aの頸部を両手で絞め付けた上、果物ナイフでその頸部を突き刺すなどして、殺害した（死因は頸部刺創に基づく血液吸引性窒息及び出血性ショックの競合）。Hは、Oに指示された現金と預かり証を探したが、見つけることができず、Oに電話をかけて報告しようとしたがつながらず、現場を後にした。Hからの電話に気がついたOは、HからAを殺害したこと、現金と預かり証は見つからなかったこと、現場はナイフでAを刺したことにより血溜まりができていること等を聞き、Hに急ぎA方に戻り、預かり証と現金を探すよう命令した。Hは、郵便貯金通帳1通及び印鑑2本(時価合計約1500円相当)を見つけたが、預かり証と現金はやはり見つからず、これを聞いたOはHにA方の放火を指示した。午後1時15分ごろ、Hは、石油ファンヒーターと石油ストーブの灯油をAの死体等に撒いてマッチで点火して放火し、A方を全焼させ、Aの死体を焼損して損壊した。Bと別れたOはHと合流したが、Hが奪ってきた通帳は使用できないものであり、印鑑も届出印ではなかったことからOはHを怒鳴りつけ、殴った。

### 身代わり保険金殺人（起訴案件）
Oは、Hの身代わりとなる者を殺害してHの生命保険金を搾取する計画を持ち掛けた後も、Hに命じるなどして死亡診断書を偽造してくれる医者を探しており、偽造されたHの死亡診断書による生命保険金詐取の計画も放棄していなかった。だが、Oは、2002年1月初旬ごろには、そのような医者を見つけることが困難であると判断し、Hの身代わりとなる者を実際に殺害することによって生命保険金を詐取する決意を固めた。Oは、1月15日、さらに多額の生命保険金を詐取するため、Hに別の保険会社で死亡保険金1700万円の生命保険契約の申込みをさせた。
Oは、1月上旬ころ，Hに自身の身代わりにするホームレスの者を探し、その者をHが当時住んでいた山口県小野田市（現山陽小野田市）の家屋内に誘い込んで、酒で酔わせた上で事故を装って風呂場で溺れさせ、殺害するよう指示した。また、Oは、このころ、自分の会社の従業員であったXに300万円の成功報酬を約束してこの殺人を手伝うよう持ち掛けた。Xは、当初この申し出に対し確答をしなかったが、Oの背後には暴力団関係者がいると信じており、Oの誘いを断れば自分が口封じのために殺されるかもしれず、また、生命保険金を騙し取らないと会社が倒産し、自分が職を失ってしまうかもしれないなどと考えたことなどから、成功報酬欲しさもあり、24日ころにはOの申し出をはっきりと了承し、犯行を手伝うことにした。
16日ごろ、 Hは自分の身代わりにする者を探す中で、北九州市内において路上生活をしていたDを見つけ、土木仕事の人夫を探していると言って誘った。Dがこれに応じたことから、酒を飲ませて酔ったDを風呂で溺れさせて殺害することにし、その数日後、Dを前記家屋に誘い込んだが、Dが酒を飲まなかったことからこの日は殺害を実行に移さなかった。
26日、Oは、Dを川で溺死したように装って殺害することにし、Hに睡眠導入剤であるハルシオン10錠を手渡し、Dに飲ませて眠らせ、ホテルの浴室で溺れさせて殺害した上、その死体を福岡市内の川に運び、釣りの最中に川に落ちて溺死したように装うよう指示した。Hは、Dを連れてOに指示された川の辺りに行ったが、思いの外水深が浅く、人が溺死するような場所ではなかったことから、Oにその旨を伝えて、この日もDの殺害を中止した。Oは、Hが殺害を失敗したことの制裁としてHを坊主頭にさせた。
29日、Oは、Dの殺害を翌30日に実行するよう Hに命じ、Xに対しても、翌30日に実行するかもしれないので準備をしておくように言ったが、30日、これまでのHの言動に対し不審感を抱いたDが、Hの隙を見て逃走したため、Dを殺害することは断念した。
OとHは、Dの隣で路上生活をしており、Hと顔見知りにもなっていたEをHの身代わりとして殺害することにした。Hは、EにDが仕事を断ったので代わりに土木関係の仕事をしないかなどと言って誘ったところ、Eはこれを信じて了承した。
31日、OはXにHの身代わりとして殺害する者が見つかったことを伝え、大分県宇佐郡の宿泊所に2人分の宿泊予約をとらせた。当初の計画ではEにハルシオンを服用させて熟睡させた上で宿泊所の風呂場で溺死を装って殺害する予定だったが、宿泊所には風呂場が付いていなかったことから、XはOに電話でその旨を伝えて指示を仰いだ。Oは、Hに電話で、ハルシオンを服用させて熟睡させたEを安心院町の川に連れて行き、そこで溺死させて殺害し、事故死を装うよう指示した。また、その後Oは、Xに電話を掛け、HがEを殺害する際、逃げ出さないように監視するよう指示した。
午後7時ごろ、Hは、Eに「作業で石を磨くため、肺に粉が入るので、薬を飲んでください。この薬は肺に粘膜を作り、職人さんも飲んでいますから、飲んでください」「前の日に飲んでおかないと効果がないんです」などと言い、これを信じたEにハルシオン10錠を飲ませた。
午後8時ごろ、Hは、ハルシオンを飲んで熟睡していたEをレンタカーの荷台に乗せ、Xが運転する車と共に川に向かった。HとXは、川の堤防にそれぞれ車を停め、Hは、レンタカーの荷台からEを降ろし、川の川端の水門まで運んで行った。Xは、川の堤防上において、見張りとHの監視にあたった。
午後8時20分ごろ、HはE（当時62歳）の両足首を両手で持って宙づりにし、上半身を水没させ、溺死させてEを殺害した上で、Eの死体の顔の上に石を落とし、顔の判別をつき難くした
午後9時半ごろ、Hは、この時間帯でも死亡診断を受けられる病院を聞くために119番に電話をかけたが、消防署は事故と見て警察に通報し、すぐに警察官が現場に現れた。Eの遺体の服にはHの健康保険証が入れられており、Hは警察官に偽名を名乗ったが、EとHは人相も身長も全く異なっていたいたため、警察官はすぐにHの嘘を見破り、2月1日、Hは逮捕された。2月9日には、Hの供述によりOも逮捕され、さらにその後の調査でA殺害とA方の放火も発覚した。
3月1日、O、Eに対する殺人罪で起訴
３月4日、A殺害とA方放火容疑で再逮捕。3月26日、同容疑で起訴された。

## 裁判
OとHはA方への住居侵入、Aに対する強盗殺人、A方への現住建造物等放火、Aに対する死体損壊、Eに対する殺人、B・Cに対する詐欺（Oのみ）で起訴された。
2005年（平成17年）5月16日、福岡地方裁判所小倉支部第2刑事部（野島秀夫裁判長）は、O・H両名に対して死刑判決（求刑死刑）を下した。
OはA殺害及びA方放火について、捜査段階においてはHと共謀を認めていたものの、公判では、「Aに対する殺害指示は実行前に撤回し、放火の指示はしていない」と主張するようになった。地裁判決は、Oの捜査段階での供述と、Hの供述を信用性を認め、殺人・放火のいずれについてもOとHの共謀を認めた。
量刑については、A殺害・放火から連続的にE殺害に及んだこと、各犯行の態様殊に殺害の手段方法が極めて残虐であること、自己保身のためや欲望を満たすためといった動機を含めた各犯行の非人間性が顕著であること、各犯行においてO・H両名がそれぞれに重要な役割を果たしたこと、各遺族の峻烈な処罰感情、社会的影響等から、「いずれも極刑をもって臨むほかない 」とした。Hに関しては「逆らい難い心理状態にあったとしても、それは犯行を決意した要因の一つに過ぎず、Hの犯情の悪性がOのそれよりは相対的に低いことを示す事情といえるに止りHの刑事責任それ自体を大きく軽減する事情になるということはできない」とした。
2007年1月16日、福岡高等裁判所（浜崎裕裁判長）は、「他人の生命の尊さを顧みない冷酷非道な犯行であり、死刑に処するのはやむを得ない」として、死刑回避を求めた両被告の控訴を棄却した。
2010年11月8日、最高裁判所第2小法廷（須藤正彦裁判長）は、両被告に対し、上告を棄却する判決を言い渡した。両被告の死刑が確定することとなった。Oは「指示はしていない」、Hは「死刑は重すぎる」とそれぞれ訴えたが、小法廷は「自己中心的かつ身勝手な動機や経緯に酌量の余地はない。殺害方法も残虐で非道だ」とした。
両死刑囚とも2022年6月現在、福岡拘置所に収監されている。